# Джон Кракауер
Джон Кракауер е американски писател и алпинист, познат с книгите си за планините и алпийското изкачване.

## Биография
През 1972 г. завършва Corvallis High School. След това следва в Hampshire Colege в Масачузетс, където през 1976 г. се дипломира. През 1977 година среща Линда Моор, с която сключва брак през 1980 г.

## Алпинизъм
През 1974 Джон Кракауер е член на група от 7 приятели, които правят изкачване на Arrigetch Peaks в Аляска и е поканен от списанието American alpine journal да опише своите преживявания. Година по-късно той и 2 двама души осъществяват изкачването на The Mooses Tooth, връх с висока трудност на изкачване в Аляска. Една година след дипломирането си отделя 3 седмици и съвсем сам успява да прокара нов маршрут за изкачването на Devil Thumb в Аляска.
Кракауер е повече познат с изкачването си на Еверест. При изкачването му, малко след покоряването на върха, групата е връхлетяна от силна буря, в която загиват 4-ма от общо 5 участници, включително водачът Роб Хол. По-късно описва преживяванията си в книгата „В разредения въздух“. До завършването на този сезон на изкачванията в Еверест загиват 15 души, което прави тази година с най-много жертви в историята на Еверест. Кракауер публично критикува комерсиализацията на Еверест след тази трагедия.

## Книги
- „В разредения въздух“
- „Into the Wild“